# Ozyptila callitys
Ozyptila callitys là một loài nhện trong họ Thomisidae.
Loài này thuộc chi Ozyptila. Ozyptila callitys được Tord Tamerlan Teodor Thorell miêu tả năm 1875.